# Peter Boyle (acteur)
Pour les articles homonymes, voir Peter Boyle et Boyle.
Peter Boyle, de son vrai nom Peter Lawrence Boyle, est un acteur américain, né le 18 octobre 1935 à Norristown, en Pennsylvanie, aux États-Unis, et mort le 12 décembre 2006 à New York, dans l'État de New York, aux États-Unis.

## Biographie

### Parcours
Au cours de ses études en Pennsylvanie, il entre dans l'ordre monastique des Frères chrétiens où il étudie la théologie à l'université de La Salle. Dans les années 1960, à la fin de ses études, il part à New York où il suit des cours d'art dramatique. Il apparait sur scène dans des rôles secondaires de revues satiriques puis tourne quelques films publicitaires pour la télévision. En 1968, il joue dans son premier film, à Hollywood.
À la fin de sa vie, il se consacre essentiellement à la télévision notamment à la série Tout le monde aime Raymond dans laquelle il jouait le rôle de Frank Barone.

### Mort
Il meurt d'un myélome multiple à l'hôpital presbytérien de New York.

## Filmographie sélective

### Cinéma
- 1966 : The Group (Le groupe) de Sidney Lumet
- 1968 : The Virgin President de Graeme Ferguson
- 1969 : Medium Cool (Objectif vérité) de Haskell Wexler
- 1969 : The Monitors de Jack Shea
- 1970 : Joe de John G. Avildsen
- 1972 : Votez McKay (The Candidate) de Michael Ritchie
- 1973 : Steelyard Blues d'Alan Myerson
- 1973 : Les Copains d'Eddie Coyle (The Friends of Eddie Coyle) de Peter Yates
- 1973 : Ghost in the Noonday Sun de Peter Medak
- 1973 : La Chasse aux dollars (Slither) de Howard Zieff
- 1974 : Frankenstein Junior de Mel Brooks
- 1974 : Jo le Fou (Crazy Joe), de Carlo Lizzani
- 1976 : Le Pirate des Caraïbes (Swashbuckler) de James Goldstone avec Robert Shaw, James Earl Jones
- 1976 : Taxi Driver de Martin Scorsese
- 1978 : Têtes vides cherchent coffres pleins de William Friedkin
- 1979 : Hardcore de Paul Schrader
- 1979 : F.I.S.T de Norman Jewison
- 1979 : Le Dernier Secret du Poseidon de Irwin Allen
- 1980 : Where the Buffalo Roam d'Art Linson
- 1981 : Outland de Peter Hyams
- 1982 : Hammett de Wim Wenders
- 1984 : Johnny le dangereux (Johnny Dangerously) d'Amy Heckerling
- 1985 : Turk 182 de Bob Clark
- 1988 : Double Détente de Walter Hill
- 1989 : Cannonball 3 (Speed Zone!) de Jim Drake
- 1989 : Une journée de fous de Howard Zieff
- 1990 : Solar Crisis de Richard C. Sarafian
- 1991 : Kickboxer 2 : Le Successeur de Albert Pyun
- 1992 : Malcolm X de Spike Lee
- 1994 : The Shadow de Russell Mulcahy
- 1994 : Super Noël (The Santa Clause) de John Pasquin
- 1995 : L'Amour à tout prix (While you were sleeping) de Jon Turteltaub
- 1995 : Terror Clinic (The Surgeon) de Carl Schenkel
- 1997 : Docteur Dolittle de Betty Thomas
- 1998 : La Mutante 2 de Peter Medak : Dr Herman Cromwell
- 2001 : À l'ombre de la haine (Monster's Ball) de Marc Forster
- 2002 : Pluto Nash de Ron Underwood
- 2004 : Scooby-Doo 2 : les monstres se déchaînent (Scooby-Doo 2: Monsters Unleashed) de Raja Gosnell : Jeremiah Wickles
- 2008 : Au cœur du haras de Dennis Fallon

### Télévision
- 1977 : Tail Gunner Joe de Jud Taylor : Sén. Joseph McCarthy
- 1990 : Challenger de Glenn Jordan
- 1993-1997 : Loïs et Clark : Les Nouvelles Aventures de Superman : Bill Church Sr. (2 épisodes)
- 1995 : X-Files (Saison 3, Épisode 4) Voyance par procuration
- 1996-2005 : Tout le monde aime Raymond : Frank Barone

## Voix françaises
| - Jacques Dynam dans : - Joe, c'est aussi l'Amérique - Le Pirate des Caraïbes - Têtes vides cherchent coffres pleins - Le Dernier Secret du Poseidon - Hammett - William Sabatier dans : - Frankenstein Junior - À l'ombre de la haine - Jacques Deschamps dans : - Taxi Driver - Double Détente - André Valmy dans : - Une journée de fous - The Shadow - Jean Lescot dans : - L'Amour à tout prix - Scooby-Doo 2 : Les monstres se déchaînent | Et aussi - Marc Cassot dans Votez McKay - Pierre Garin dans FIST - Roger Carel dans Outland - Jean-Pierre Moulin dans Johnny le dangereux - Jean Violette dans New York Police Blues (série télévisée - 1re voix) - Marc Moro dans New York Police Blues (série télévisée - 2e voix) - Robert Party dans Loïs et Clark : Les Nouvelles Aventures de Superman (série télévisée) - Albert Augier dans Tout le monde aime Raymond (série télévisée - 1re voix) - Claude D'Yd dans Tout le monde aime Raymond (série télévisée - 2e voix) - Maurice Chevit dans Docteur Dolittle |